# Карл Брокманн
Карл Брокманн (нім. Karl Brockmann; 17 жовтня 1914, Бремергафен — 31 липня 1942, Атлантичний океан) — німецький офіцер-підводник, лейтенант-цур-зее резерву крігсмаріне.

## Біографія
14 квітня 1939 року вступив на флот.  Після проходження навчання з 12 листопада 1939 року служив на ескортному кораблі F10, з 15 квітня 1940 року — в 10-му дивізіоні корабельного озброєння, з 12 червня 1940 року — при командувачі мінними тральщиками на Заході в Куксгафені. З 15 червня 1940 року — командир корабля 34-ї флотиліїї мінних тральщиків.
З 1 листопада 1940 по 5 січня 1941 року пройшов курс помічника штурмана, з 6 січня по 3 червня 1941 року — курс офіцера-підводника. З 4 червня 1941 року — 1-й вахтовий офіцер на підводному човні UC-1. З грудня 1941 по 28 березня 1942 року виконував обов'язки командира UC-1.
З 28 березня 1942 року — 2-й вахтовий офіцер на U-588, на якому взяв участь у двох походах; під час першого походу були потоплені 4 кораблі загальною водотоннажністю 13 975 тонн і пошкоджені 2 кораблі (13 131 тонна). 31 липня 1942 року U-588 човен був потоплений у Північній Атлантиці на схід від Ньюфаундленду (49°59′ пн. ш. 36°36′ зх. д.) глибинними бомбами канадських корвета «Ветасківін» та есмінця «Скіна». Всі 46 членів екіпажу загинули.

## Звання
- Рекрут (14 квітня 1939)
- Матрос-єфрейтор резерву (1 травня 1940)
- Штурмансмат резерву (1 грудня 1940)
- Штурман (1 січня 1941)
- Штурман резерву (1 квітня 1941)
- Лейтенант-цур-зее резерву (1 листопада 1941)

## Нагороди
- Залізний хрест 2-го класу (8 червня 1942)
- Нагрудний знак підводника (8 червня 1942)